# Алкални сијенит
Алкални сијенит је дубинска магматска стена, из групе интермедијарних магматских стена. Представља постепени прелаз према базичним магматским стенама. Настаје кристализацијом магме у Земљиној кори. 
Минерали који изграђују алкални сијенит су:
- алкални фелдспат: ортоклас или микроклин,
- фелдспатоид: нефелин или леуцит,
- бојени минерал: алкални амфибол или алкални пироксен.

Структура алкалног сијенита је зрнаста, а ретко може бити порфироидна. Текстура је масивна.